# Martin Gregor
Martin Gregor, vlastním jménem Martin Guttmann (14. listopadu 1906, Trnava, Uhersko –
29. června 1982, Bratislava, Československo) byl slovenský herec.
Jeho otec, původem řemeslník-klempíř, odejel s cirkusem a živil se jako hudební klaun. On sám pak v roce 1923 absolvoval průmyslovku a do roku 1931 pracoval jako soustružník v trnavském Coburgu. V letech 1932–1940 byl členem činohry Slovenského národního divadla. V roce 1940 ho pro jeho židovský původ
propustili, v roce 1944 jej internovali. Prošel čtyřmi koncentračními tábory (Osvětim, Rydultow, Mauthausen a Gusen).
Po skončení druhé světové války se stal opět členem Slovenského národního divadla (v letech 1949–1952 byl i jeho ředitelem, v letech 1967–1970 pak šéfem jeho činohry).
V 50. letech byl obviněn z oportunismu, kosmopolitismu a kariérismu. V letech 1952–1954 byl také režisérem bratislavského rozhlasu a podílel se na založení slovenského Rozhlasového hereckého souboru. V letech 1961–1969 vykonával funkci předsedy Slovenského svazu dramatických umělců.
Za 50 let vytvořil celkem 190 postav na jevišti a mnoho dalších v rozhlase, filmu a televizi (např. Zaprášené histórie – 1971, Americká tragédia – 1976).

Do povědomí mladších diváků vstoupil osobitým dabingem postavičky létajícího strýčka Fedora v populárním belgickém večerníčku Tip a Tap.
V roce 1960 obdržel titul zasloužilý umělec.

## Filmografie
- 1948 Vlčie diery (MUDr. Steiner)
- 1949 Katka (ředitel)
- 1951 Boj sa skončí zajtra (stavitel Antoš)
- 1952 Mladé srdcia (Ing. Hanes)
- 1958 Statočný zlodej (Rohatý)
- 1962 Transport z ráje (Geron)
- 1962 Výlet pod Dunaji (Buja Lobog)
- 1962-1963 Jánošík I-II (hrabě Dolinayi)
- 1963 Ivanov (Lebeděv)
- 1964 Archimedův zákon (Pedro Goméz)
- 1964 Dům v Kaprově ulici – německy: Das Haus in der Karpfengasse, Spolková republika Německo, režie Kurt Hoffmann (Lederer)
- 1965 Námestie svätej Alžbety (Samko Weimann)
- 1965 Obchod na korze (holič Katz)
- 1966 Vrah zo záhrobia (Burian)
- 1967 Zmluva s diablom (Pavelka)
- 1968 Niet inej cesty (ministr)
- 1971 Páni sa zabávajú (Taušer)
- 1973 Dny zrady (Daladier)
- 1973 Očovské pastorále (soudce)
- 1980 Človek nikdy nevie (Walter)